# Temora Shire Council
Temora Shire Council is een Local Government Area (LGA) in de Australische deelstaat New South Wales. Temora Shire Council telt 6.337 inwoners. De hoofdplaats is Temora.